# Merodon tangerensis
Merodon tangerensis är en tvåvingeart som beskrevs av Hurkmans 1993. Merodon tangerensis ingår i släktet narcissblomflugor, och familjen blomflugor.
Artens utbredningsområde är Marocko. Inga underarter finns listade i Catalogue of Life.